# Fukushima Azuma Baseball Stadium
O Fukushima Azuma Baseball Stadium é um estádio polivalente localizado em Fukushima, no Japão. Atualmente é utilizado para partidas de beisebol. Foi oficialmente inaugurado em 1986 e tem uma capacidade para 30 000 espectadores.
O estádio foi sede de torneios de beisebol e softbol nos Jogos Olímpicos de Verão de 2020.